# Kyranycha fraudatrix
Kyranycha fraudatrix är en skalbaggsart som först beskrevs av Bates 1881.  Kyranycha fraudatrix ingår i släktet Kyranycha och familjen långhorningar.
Artens utbredningsområde är:
- Costa Rica.
- Guatemala.
- Nicaragua.

Inga underarter finns listade i Catalogue of Life.